# Teso (folk)
För andra betydelser, se Teso.
Teso eller iteso är en folkgrupp i östra Uganda och västra Kenya. Deras antal uppgår till drygt 1,5 miljoner. Deras traditionella ekonomi baseras på en blandning av jordbruk (med odling av bland annat hirs, durra och maniok), djurhållning och fiske. De har också en stark tradition som musiker och dansare.